# Thue-vergelijking
In de wiskunde is een thue-vergelijking een diofantische vergelijking van de vorm
{\displaystyle f(x,y)=r,}
waarin {\displaystyle f} een irreducibele bivariate vorm van ten minste graad 3 over de rationale getallen is en waar {\displaystyle r} een van nul verschillend rationaal getal is. De constructie is vernoemd naar Axel Thue, die in 1909, wat nu als de stelling van Thue bekendstaat, bewees. Thue toonde aan dat de Thue-vergelijking een eindig aantal geheeltallige oplossingen x en y heeft.